# 'Ndrina Ursino
Gli Ursino sono una potente 'ndrina di Gioiosa Jonica, alleata degli Aquino di Marina di Gioiosa Jonica e dei Cordì di Locri.
Ha insediamenti anche a Torino, in Liguria, Francia, Spagna e Canada e collegamenti con la criminalità pugliese. Nel capoluogo torinese i loro referenti sono i Belfiore.
A luglio 2014, a seguito dell'operazione “Mistero” e dell'omonimo processo con sentenza passata in giudicato viene sancita dalla magistratura l'effettiva esistenza della coscia

## Storia

### Anni Settanta: il porto di Gioia Tauro, l'omicidio di Vincenzo Ursino e Rocco Gatto
Negli anni Settanta hanno partecipato alla costruzione del Porto di Gioia Tauro insieme ai Mazzaferro e ai Macrì.
Il 12 marzo 1977 a Gioiosa Jonica viene ucciso il mugnaio anti-'ndrangheta del PCI Rocco Gatto, che non si volle piegare alle ripetute estorsioni delle cosche.
Il Capobastone Luigi Ursino e Mario Simonetta verranno indagati e rinviati a giudizio per il delitto ma sia in primo che in secondo grado assolti dall'accusa di omicidio per insufficienza di prove, verranno invece condannati in secondo grado per estorsione aggravata ai danni di Rocco Gatto (Mario Simonetta a sette anni di reclusione e Luigi Ursino a dieci anni di reclusione più due milioni di lire di multa), sentenza divenuta definitiva nel 1988.
Negli anni '70 Vincenzo Ursino è capobastone fino a quando venne ucciso in uno scontro a fuoco con i Carabinieri il 6 novembre 1976.
La cosca, il giorno seguente, impone il lutto cittadino ad armi spianate, obbligando le persone a chiudere i negozi, in questa circostanza il mugnaio Rocco Gatto si oppose alla chiusura della propria attività e già taglieggiato dallo stesso clan che divenne ancor preso di mira dai soggetti criminali, una sequenza di atti e minacce che Rocco Gatto denunciò.

### Anni Ottanta: l'omicidio Caccia e la faida di Gioiosa Jonica
Il 26 giugno 1983 fanno uccidere insieme ai Belfiore a Torino il magistrato Bruno Caccia.
Per l'omicidio viene condannato all'ergastolo Domenico Belfiore ai tempi capobastone della cosca. Tra il 1987 e il 1991, come in molti altri paesi calabresi, scoppia una faida a Gioiosa Jonica fra gli Ursino e gli Jerinò.
Gli Ursino nella seconda guerra di 'Ndrangheta si schierarono insieme ai Macrì con la fazione Imerti-Condello-Serraino-Di Giovine-Rosmini.
In Inghilterra sono sospettati di gestire un traffico di droga proveniente dalla Turchia e dal Pakistan.

### Anni '90 - L'arresto di Renato Macrì
Il 25 febbraio 1992, viene arrestato in Francia, vicino a Cannes, Renato Macrì, nipote degli Ursino ed elemento di spicco dell’omonimo clan trapiantato in Piemonte. Macrì stava cercando di far entrare in Italia, 70 chili di cocaina.

### Anni 2000 - Il traffico di droga tra Marche e Emilia e l'operazione Mistero
- Nel febbraio 2002 si scopre nella provincia di Pesaro e Urbino la presenza di affiliati agli Ursino-Macrì che gestivano un traffico di droga per le Marche e l'Emilia-Romagna[12].

- L’8 aprile 2009, scompare a Torino, in circostanze misteriose, Rocco Vincenzo Ursino. La sua auto verrà trovata abbandonata in un parcheggio a Mappano, vicino a Caselle. Gli inquirenti, pensano sia stato eliminato, per un debito di droga. Il corpo di Ursino non verrà mai più ritrovato[13][14].

- Il 22 gennaio 2010 i carabinieri di Locri arrestano a Grotteria il latitante e narcotrafficante Francesco Muià, sfuggito all'arresto nell'operazione Mito 3 del 2006. Gestiva insieme ad altri un traffico di droga dal Sudamerica all'Europa (Spagna, Paesi Bassi e Albania)[15].
- Il 18 marzo 2010 durante l'operazione “Mistero” vengono arrestati 6 persone appartenenti al clan Ursino tra cui il capobastone Antonio Ursino (61 anni) residenti a Gioiosa Jonica, Siderno, San Luca, Bari e Torino[5]. A luglio 2014, a conclusione dell'omonimo processo con sentenza passata in giudicato viene sancita dalla magistratura l'effettiva esistenza della cosca[3].

### Oggi - La magistratura sancisce l'esistenza della cosca
- Il 25 aprile 2011, sfuggito all'operazione “Crimine” nel luglio 2010, è stato arrestato il latitante Giorgio De Masi[16].
- Il 14 gennaio 2014 si conclude a Milano, l'operazione “Tamburo”, iniziata nel 2009 che ha portato all'arresto per traffico di droga di 13 persone, presunte affiliate ai Mancuso, Barbaro-Papalia e agli Ursino-Macrì. Gli arrestati erano residenti a Cesano Boscone e Cisliano[17].
- L'11 febbraio 2014 termina un'operazione della Polizia e dell'FBI statunitense contro elementi presunti affiliati agli Ursino e ai Simonetta ed esponenti vicino ai Gambino di Cosa nostra statunitense, accusati di traffico internazionale di droga. Tra gli arrestati anche Francesco Ursino, presunto attuale capo della cosca e figlio di Antonio (in carcere) e Giovanni Morabito, nipote di Giuseppe Morabito[18].
- Il 28 aprile 2014 viene arrestato dalla Polizia e dall'Interpol il latitante dal 2011 Nicola Pignatelli a Santo Domingo, ricercato per traffico di droga internazionale[19][20].
- Il 10 marzo 2016 si conclude l'operazione “Tipographic” che porta all'arresto di 36 persone presunte affiliate agli Ursino-Macrì e agli Jerinò di Gioiosa Jonica, ai Rumbo-Galea-Figliomeni di Siderno, ai Bruzzese di Grotteria e ai Mazzaferro di Marina di Gioiosa Jonica e accusati di estorsione, usura e associazione mafiosa[21][22].
- Il 5 dicembre 2018 si conclude l'operazione “European 'ndrangheta connection” (ex Pollino) condotta dalla procura nazionale antimafia insieme all'Eurojust e partita da forze dell'ordine olandesi che ha portato all'arresto di una organizzazione di 90 persone dedita al traffico internazionale di stupefacenti tra Belgio, Paesi Bassi, Germania, Italia, Colombia e Brasile e che colpisce alcuni esponenti dei Pelle-Vottari, dei Romeo detti Stacchi, degli Cua-Ietto, degli Ursino e dei Nirta-Strangio nonché esponenti della criminalità turca. Tra gli arrestati Giuseppe e Francesco Marando, José Manuel Mammoliti, Giovanni Giorgi, Antonio Costadura detto U Tignusu, Domenico Romeo detto Corleone, Francesco Luca Romeo, Sebastiano Romeo e Domenico Strangio. Sono accusati alcuni anche di intestazione fittizia e associazione mafiosa, l'operazione ha anche portato al sequestro di diverse tonnellate di cocaina e alla scoperta di azioni di riciclaggio, di pagamenti in bitcoin, e dell'uso di attività ristorative come supporto alla logistica del traffico. Le città coinvolte sono: Horst, Venray, Amsterdam e Rotterdam per i Paesi Bassi, Brüggen in Renania Settentrionale-Vestfalia per la Germania[23][24][25][26][27].
- Il 5 marzo 2019 Giuseppe Ursino viene condannato a 11 anni di carcere dalla Corte superiore di Giustizia dell'Ontario per traffico internazionale di stupefacenti e per associazione a delinquere. Questa seconda imputazione decreta per la prima volta dal punto di visto giudiziario l'esistenza della 'ndrangheta in Canada[28].
- Il 10 febbraio 2020 Francesco Ursino viene condannato a 20 anni in appello.

## Esponenti di rilievo
- Vincenzo Ursino, capobastone fino alla morte, ucciso il 6 novembre 1976 in un conflitto a fuoco con i carabinieri.
- Mario Ursino, capobastone influente sul territorio di Torino[29][30].
- Rocco Ursino (morto)
- Salvatore Ursino
- Pasquale Ursino (morto)
- Francesco Ursino (morto)
- Luigi Ursino (morto)
- Antonio Ursino, noto come Totò, figlio di Francesco e attuale reggente della famiglia[31].
- Giuseppe Ursino, detto Pino, figlio di Francesco, influente a Bradford in Canada[32].
- Pasquale Ursino, nipote dell'omonimo (morto).
- Paolo Ursino, figlio di Francesco, influente a Bradford in Canada.
- Renato Macrì, detto Renatino, nipote degli Ursino, figlio di Santa Ursino, influente a Torino.
- Vincenzo Macrì (morto), detto Enzo, fratello di Renato, ucciso in un agguato mafioso.
- Francesco Ursino (detenuto), figlio di Antonio.
- Gianluca Scali, nipote degli Ursino e figlio di Lina Ursino.
- Rocco Vincenzo Ursino (morto), figlio di Salvatore.
- Luca Bonotto Ursini, capobastone e membro della "camera di controllo", esponente vertice del sodalizio.